# Adesmia inconspicua
Adesmia inconspicua är en ärtväxtart som beskrevs av Rodolfo Amando Philippi. Adesmia inconspicua ingår i släktet Adesmia och familjen ärtväxter. Inga underarter finns listade i Catalogue of Life.